# Karin Pettersen
Karin Pettersen   (Frosta, 21 de novembre de 1964), també coneguda pel nom de casada Karin Ryen, és una exjugadora d'handbol noruega que va competir durant les dècades de 1980 i 1990.
El 1988 va prendre part en els Jocs Olímpics de Seül, on guanyà la medalla de plata en la competició d'handbol. Quatre anys més tard, als Jocs de Barcelona, revalidà la medalla de plata. En el seu palmarès també destaca una medalla de bronze al campionat del món d'handbol de 1986 i una altra al de 1993. Entre 1984 i 1993 jugà un total de 244 partits i marcà 546 gols amb la selecció nacional.
Fins a 1987 jugà al Frosta IL i els va ajudar a ascendir de la cinquena a la segona divisió. A partir de 1987 i fins a la seva retirada per problemes físics als genolls jugà al Byåsen HE, amb qui va guanyar tres lligues i tres copes.